# Borsa valori di Dacca
La Borsa di Dacca (DSE) ঢাকা স্টক এক্সচেঞ্জ Borsa di Dacca), situata a Nikunja, Dhaka, è una delle due borse del Bangladesh, l'altra è la Borsa valori di Chittagong. A gennaio 2023, DSE e Nasdaq hanno annunciato la loro partnership con la tecnologia di trading.